# Sideroxylon cubense
Sideroxylon cubense là một loài thực vật có hoa trong họ Hồng xiêm. Loài này được (Griseb.) T.D.Penn. miêu tả khoa học đầu tiên năm 1990.